# Pontificio Collegio Leoniano
Il Pontificio Collegio Leoniano è stato fondato ad Anagni il 22 agosto 1897 per volontà di papa Leone XIII per formare sacerdoti diocesani per le diocesi del Lazio meridionale, zone allora denominate Campagna e Marittima, affidandone la responsabilità ai padri della Compagnia di Gesù. Dal 1931 è divenuto seminario regionale per il Lazio meridionale e per le sedi suburbicarie.
Dal 9 gennaio 2018 il rettore è don Emanuele Giannone, presbitero della sede suburbicaria di Porto-Santa Rufina.

## Storia
Il Leoniano fu inaugurato il 28 ottobre 1897 e venne edificato dove anticamente era situata la piccola chiesa della Madonna della Mercede.
L'edificio fu progettato dall'architetto Bonanni: esso si sviluppa per 108 metri e consta di tre piani con all'interno sale per conferenze, teatro, una vasta biblioteca, un istituto teologico a servizio dello stesso e una grande cappella contenente un arazzo donato dalla diocesi di Ratisbona al seminario.
Il Pontificio Collegio Leoniano di Anagni, venne fondato da papa Leone XIII (Vincenzo Gioacchino Pecci, nativo di Carpineto Romano) con la bolla Etsi paternam nell'agosto del 1897 come seminario per i chierici scelti della campagna romana. Con la bolla Ad praeclaras laudes lo stesso giorno il pontefice ne affidava la responsabilità alla Compagnia di Gesù. Sotto il pontificato di papa Pio X, divenne seminario regionale per il Lazio e per le diocesi suburbicarie. Dal 1931 con l'inaugurazione del seminario regionale di Viterbo, restò seminario regionale delle diocesi suburbicarie e del Lazio meridionale.
I padri gesuiti hanno diretto il Leoniano fino al 1984 quando ne hanno trasferito la responsabilità al clero diocesano. Il 31 agosto 1986 papa Giovanni Paolo II, durante la sua visita pastorale ad Anagni visitò il Leoniano, festosamente accolto dai vescovi del Lazio, dai superiori e dagli alunni.

## Struttura
L'edificio restaurato in occasione dei cento anni di fondazione (1997) risulta dai vari interventi edilizi che gradualmente hanno ingrandito il corpo primitivo progettato dall'architetto Bonanni. Notevoli sono la cappella maggiore (dove è venerato un preziosissimo arazzo raffigurante la Mater Salvatoris, donato dalla diocesi di Ratisbona a papa Leone XIII e da questi inviato al Leoniano) e il salone delle feste a cui si accede attraverso una graziosa scalinata in stile liberty.

## Rettori
Dal momento in cui il Leoniano è stato fondato si sono avvicendati i seguenti rettori (date d'inizio mandato considerate quasi sempre ineunte anno scolastico):
- padre Luigi Caterini, S.I.: 1898-1900;
- padre Lorenzo Lugani, S.I.: 1901-1903;
- padre Ottavio Procacci, S.I.: 1904-1908;
- padre Ermelindo Costa, S.I.: 1909-1911;
- padre Roberto Gherardi, S.I.: 1912-1914;
- padre Giovan Battista Natalini, S.I.: 1915-1919;
- padre Lorenzo Ciuchini, S.I.: 1920-1921;
- padre Paolo dell'Olio, S.I.: 1922-1927;
- padre Raffaele Bitetti, S.I.: 1928-1933;
- padre Ottorino Sivio Piccardi, S.I.: 1934-1939;
- padre Anselmo Aru, S.I.: 1939-1945;
- padre Raffaele Bitetti, S.I. (una seconda volta): 1946-1950;
- padre Samuele Barbalato, S.I.: 1951-1956;
- padre Adolfo Bachelet, S.I.: 1957-1959;
- padre Samuele Barbalato, S.I. (una seconda volta): 1960-1963;
- padre Luigi Gasperoni, S.I.: 1964-1970;
- padre Pietro Velletrani, S.I.: 1970-1975;
- padre Sergio Bianchini, S.I.: 1976-1979;
- padre Cesare Iori, S.I.: 1979-1984.

Dal 21 giugno 1984 il Leoniano fu affidato al clero diocesano e si sono avvicendati come rettori:
- mons. Lino Fumagalli, della sede suburbicaria di Porto-Santa Rufina (poi vescovo di Sabina-Poggio Mirteto e vescovo di Viterbo): 1984-1993;
- mons. Francesco Lambiasi, della diocesi di Latina-Terracina-Sezze-Priverno (poi vescovo di Anagni-Alatri e vescovo di Rimini): 1993-1999;
- mons. Giacomo Incitti, della diocesi di Frosinone-Veroli-Ferentino: 1999-2005;
- don Giovanni Checchinato, della diocesi di Latina-Terracina-Sezze-Priverno (poi vescovo di San Severo e arcivescovo di Cosenza-Bisignano): 2005-2015;
- mons. Leonardo D'Ascenzo, della sede suburbicaria di Velletri-Segni (poi arcivescovo di Trani-Barletta-Bisceglie): dal 2015-2017;
- don Emanuele Giannone, della sede suburbicaria di Porto-Santa Rufina: dal 2018.